# Александар Верешчагин
Александар Александрович Верешчагин (Москва 25. фебруар 1885 – Чикаго, 23. октобар 1962) био је руски режисер, глумац и позоришни педагог. Као руски емигрант дјеловао је на подручију Краљевине Југославије.

## Биографија
Један је од најзначајнијих и најсвестранијих руских емиграната који је дјеловао на умјетничкој сцени Краљевине СХС/Југославије. Завршио је Николајевску инжењерску вишу академију (1905) упоредо са Драмском академијом у Петрограду (1906). Глумио је у позориштима у Пскову, Петрограду, Москви и Кијеву. Једно вријеме боравио је у Паризу, гдје је глумио у филмовима Смрт војника, Јао повјерљивима, Богородичина црква, Кћерка надзорника пруге, Полтава. Учествовао је у Првом свјетском рату, а од 1918. био је директор Руског позоришта у Батуму на Кавказу. У Краљевину СХС дошао је 1919. Био је режисер у Народном позоришту у Београду, а затим је радио у позориштима у Скопљу, Сарајеву, Загребу, Новом Саду, Сплиту, на Цетињу, Панчеву и Бањој Луци. Режирао је и играо главну мушку улогу у нијемом филму Страст за пустоловином (1922), који се сматра изгубљеним. Непосредно након рата био је редитељ и умјетнички руководилац позоришне групе у Панчеву (Секција 1), за коју је 13. септембра 1945. године режирао „Антигону”. Верашчагин је у панчевачко позориште дошао 1942. и са супругом Маријом, глумицом, остао до краја позоришне сезоне 1946/47.
Послије завршетка Другог свјетског рата кратко је боравио на Цетињу и у Осијеку, након чега је отишао у САД, гдје је, режијом Коштане, у Српском позоришту у Чикагу, прославио педесетогодишњицу умјетничког рада (1953).
Његовим доласком у Бању Луку, у сезони 1934-1935, Народно позориште Врбаске бановине доживјело је радикалну модернизацију. Иако је школован у духу психолошког реализма, његов позоришни рукопис карактерише стилизација и карикатура, тзв. естетика искривљеног или мутног огледала. На бањалучкој сцени режирао је представе: Наход и Ожалошћена породица Бранислава Нушића, Марусја Лава Урванцева, Богојављенска ноћ Виљема Шекспира, Јубилеј Момчила Милошевића и друге.
У Краљевини Југославији одликован је Орденом Светог Саве V степена (1936).